# Mare de Déu del Mont
La Mare de Déu del Mont és un santuari marià del bisbat de Girona, sobre el pic culminant de la serra del Mont (també coneguda com el Mont o, popularment, la Mare de Déu del Mont), a l'antic terme de Sous, a l'extrem meridional de l'antic municipi de Bassegoda, actualment agregat al d'Albanyà (Alt Empordà). La seva Mare de Déu és considerada la patrona de l'Empordà i del Bisbat de Girona.

## Accés
Tradicionalment, els pelegrins han accedit a peu al santuari de la Mare de Déu del Mont per diferents camins de la muntanya i aquest era, fins fa relativament poc, l'únic mitjà possible. Actualment, s'hi pot accedir també per carretera asfaltada, des dels dos vessants. Per l'est, la carretera (19 km) parteix de la A-26 de Figueres a Olot, al trencant del Restaurant Can Vilà, poc abans de la cruïlla de la carretera de Banyoles, i cal desviar-se a l'esquerra abans d'arribar al poble de Cabanelles en direcció a Sant Martí Sesserres. Pel sud, també s'hi pot accedir des del poblet de Segueró, on cal arribar des de Beuda o des de Maià de Montcal.
El 1940 es convertí l'antic camí de muntanya que s'hi enfilava per l'est en una pista forestal (però només fins a Sous), la qual fou asfaltada el 1971 quan s'instal·là al cim de la muntanya una estació repetidora de senyals de televisió i ràdio, que és visible des de molts punts. La pista que hi pujava pel sud fou asfaltada el 1996. Una i altra són, lògicament, carreteres de muntanya costerudes i amb molts giravolts.

## Història

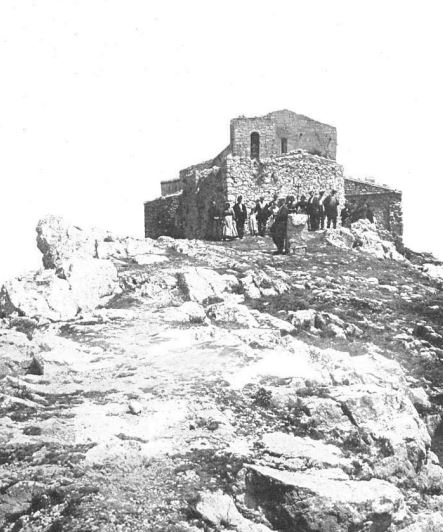
Any 1908

La imatge de la Mare de Déu que ha donat nom al santuari i, per extensió, a la muntanya és, en origen, una marededeu trobada, que ja era venerada, almenys des de 1222. L'evidència documental d'aquesta veneració i de l'existència de clergues per servir-la ha fet suposar erròniament l'existència primitiva, sobre el cim de la muntanya, d'un santuari previ a l'actual, quan el document es refereix al culte efectuat dintre del monestir de Sant Llorenç del Mont. Fou a principis del segle xiv, entre 1311 i 1318, que l'abat Bernat va fer construir un santuari per a la imatge fora del monestir, al punt més elevat de la muntanya. L'èxit de la iniciativa, amb gran atracció de pelegrins, provocà una disputa amb el bisbe de Girona, Guillem de Vilamarí, que senyorejava el monestir, per controlar-lo. El bisbe interposà un plet, que acabà el 1319 amb un conveni entre les parts, segons el qual l'abat en mantindria l'admninistració i el bisbe el dret de visitació i la jurisdicció, i a més rebria un cens anual 10 lliures de cera.
El 1461, en la vigília de la Guerra Civil Catalana, el bisbe hi va intentar prohibir el culte per considerar-lo un lloc on es reunien elements remences i antifeudals. El 1577 l'abat nomenà dos seglars com a administradors, amb facultats molt àmplies, que s'organitzaren en la confraria de sant Joan Baptista. Aquesta confraria és el precedent de la comissió per a la reconstrucció del santuari, creada el 1962 i transformada en Patronat del Santuari de la Mare de Déu del Mont el 1969, i de l'encara més recent Associació Amics del Mont.
Des de 1592 els abats de Sant Llorenç del Mont, molt minvat, van ser substituïts per priors, en ser agregat el monestir al de Sant Pere de Besalú. Des del 1833 el capellà custodi fou nomenat pel bisbe i, un cop suprimits tots dos monestirs el 1835, es feu càrrec també de la parròquia rural de Sant Llorenç de Sous instal·lada entre les ruïnes del monestir del Mont. El 1936, poc després de l'alçament feixista que desembocà en guerra civil, fou saquejat pels anarquistes.
Entre 1949 i 1957 s'hi establí una comunitat de caputxins, que no prosperà per les difícils comunicacions que encara hi havia, abans de la construcció de la carretera. Entre 1962 i 1964 el patronat del santuari emprengué obres de consolidació i restauració, especialment a l'església. A partir de 1997, el bisbat de Girona, l'Ajuntament d'Albanyà i la Generalitat de Catalunya han renovat totalment l'hostatgeria i el restaurant.
Des d'antic el santuari ha atret pelegrins i romeus, sobretot de les contrades del voltant. Molts pobles de l'Empordà, la Garrotxa i el Pla de l'Estany hi organitzen anualment romiatges. La Mare de Déu del Mont és patrona de l'Empordà.

### Estades de Verdaguer
L'estiu del 1884 Jacint Verdaguer va fer una estada d'un mes i mig al santuari, on va trobar el mirador que cercava per contemplar el Canigó i tranquil·litat per a escriure. Durant la seva estada va escriure alguns fragments del poema Canigó, que ja tenia molt avançat, alguns poemes menors i un relat de gran interès sobre el santuari, la muntanya i la seva gent (L'ermita del Mont). L'any següent s'hi va tornar a estar pocs dies, i gestionà la compra, a Barcelona, d'un harmònium per a l'església, que encara s'hi conserva.
En la primera estada va escriure la Cobla a la Mare de Déu del Mont, que ha substituït els antics goigs (documentats al santuari des del segle xv):
A LA VERGE DEL MONT

Oh Mare de Déu del Mont,

¿Com tan alta en sou pujada,

en un trono de penyals

dalt al cim d'una muntanya?

¿És per sentir els Angelets,

o per rebre el bes de l'alba

o per abastar un estel

el més bell de l'estelada?

No és per sentir els Angelets,

puix us volten en garlanda;

ni per veure eixir el sol;

per Vós no s'és post encara;

ni per abastar un estel:

prou n'esteu ben coronada;

sinó sols per beneir

d'Empordà l'hermosa plana

que teniu a vostres peus

pregant-vos agenollada.

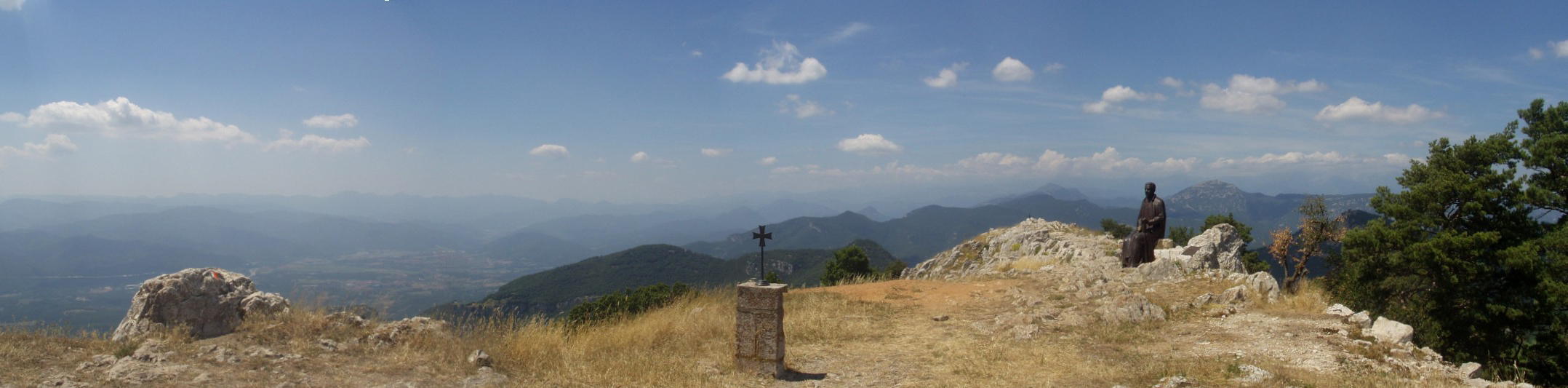
Monument a Jacint Verdaguer a tocar del santuari de la Mare de Déu del Mont

Des de 1998 el santuari acull una diada verdagueriana cada mes de juny.

## Art

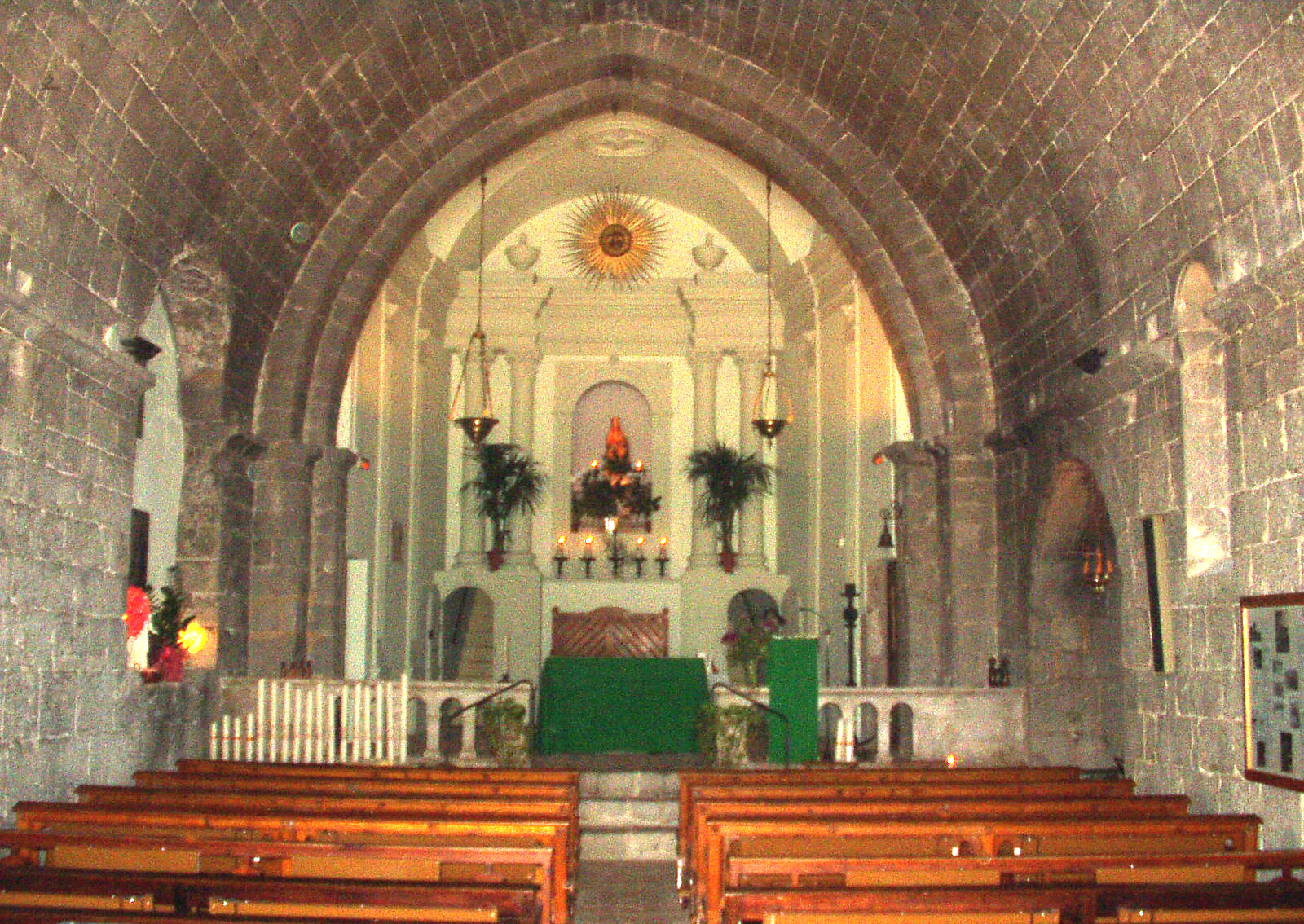
Interior de l'església

### Arquitectura
L'església és d'una sola nau, d'estil romànic tardà, de principis del segle xiv, construïda amb carreus molt ben escairats i afilerats i coberta amb volta de canó apuntada. L'absis semicircular fou pràcticament eliminat en el segle xviii per a construir el cambril per a la Mare de Déu que presideix l'església; se'n veuen vestigis dins les dependències de l'hostatgeria. La façana, a ponent, és de gran sobrietat, dividida en dos cossos per una cornisa, que segueix també els laterals de l'església, per fora i per dintre. A la façana, el cos inferior té, al centre, la porta, a la qual s'accedeix per unes escales; té tres arcs de mig punt en gradació, llinda i timpà, originàriament esculpit. El cos superior està presidit per una alta i estreta finestra de mig punt de doble esqueixada, oberta sobre la porta. Davant de la façana i adossat al seu extrem NO hi ha un campanar, de planta lleugerament rectangular i obertures úniques a cada cara, de mig punt i apuntades.
Davant de l'església hi ha uns antics fogons utilitzats pels romeus i els excursionistes emmarcats per unes arcades. S'hi pot veure una placa de 1992 que commemora el 200 aniversari de l'ascensió al Mont dels científics Delambré i Méchain, pares del sistema mètric decimal.
L'hostatgeria i rectoria, construïda darrere l'església i adossada a aquesta, és un edifici dels segles xvii i xviii. S'hi conserva, molt restaurada, la cambra que ocupà Verdaguer amb el mobiliari de l'època. A l'est, davant d'aquest edifici, hi ha l'estació repetidora.
Al costat del santuari, on ara hi ha l'aparcament, hi havia la Santa Cova on, segons la tradició, fou trobada la marededeu. Es va ensorrar l'any 1971 quan s'acabaven les obres de l'aparcament i de la carretera.

### Escultura

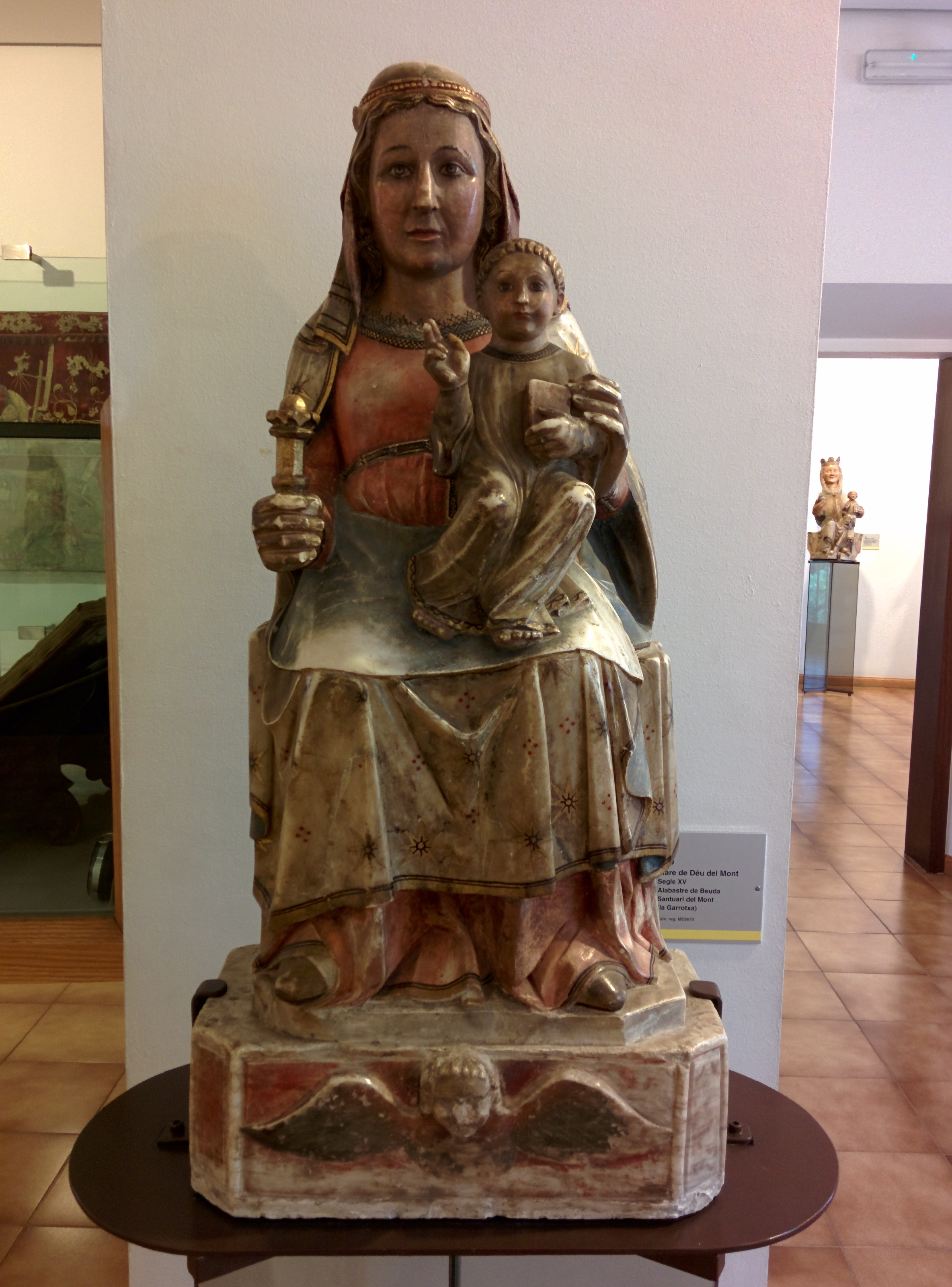
Mare de Déu del Mont. Imatge original en el Museu d'Art de Girona

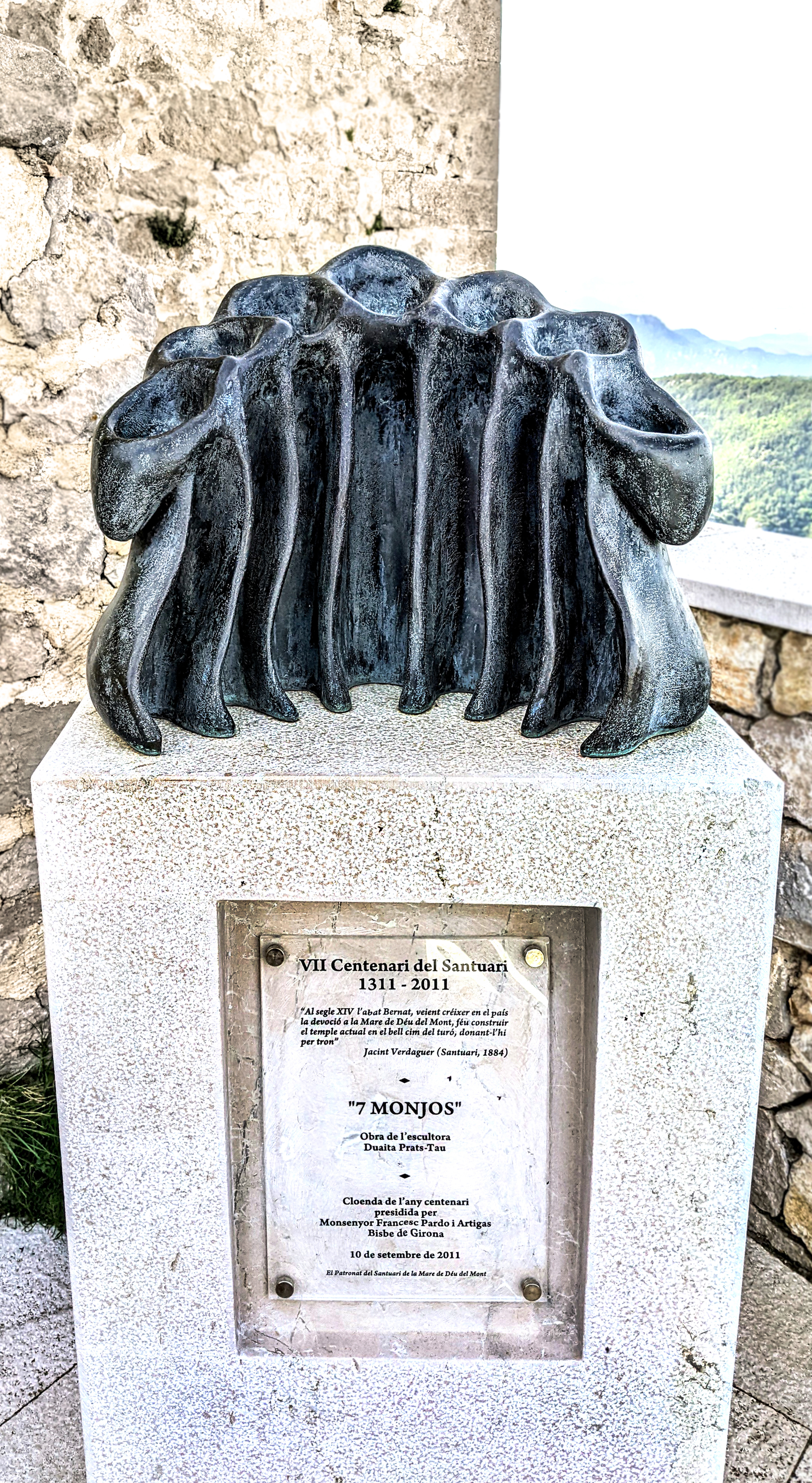
Escultura "7 monjos", en record als benedictins del Monestir de Sous que van construir el Santuari. Autora: Duaita Prats.

La imatge de la Mare de Déu del Mont és una talla gòtica, del segle xiv, d'uns 80 cm d'alçada, feta en alabastre de Beuda. És una marededeu sedent, sobre una roca, amb el Nen a la falda. El 1936 els anarquistes l'estimbaren muntanya avall, però va poder ser recuperada i restaurada. La imatge original, després d'un intent de robatori el 1990, es conserva al Museu d'Art de Girona.
El santuari conserva una altra imatge mariana, la de la Mare de Déu de les Agulles, també gòtica, del segle xiv, tallada en pedra calcària. Representa Maria dempeus, amb el Nen carregat al braç esquerre i un món a la mà dreta. El nom li prové de les agulles que portava el seu vestit, que eren constantment canviades per altres de noves pels devots, els quals les empraven per a guarir ferides per l'ús d'agulles. Inicialment, es venerava a la Santa Cova.
El timpà de la porta de l'església estava decorat amb una escena del Judici Final de tradició romànica, de la qual es conservava un fragment lateral in situ amb la representació d'un arcàngel advocat dels fidels, que ha estat traslladat a l'interior del temple, que també posseeix una reixa de forja gòtica del segle xvi.
El cambril barroc de la Mare de Déu, del segle xviii, simula, en la façana a l'església, un retaule amb dues columnes corínties a costat i costat, que emmarquen la imatge, i amb la representació de l'Esperit Sant a l'extrem superior.
A l'església es conserva la làpida sepulcral de l'abat de Sant Llorenç del Mont Francesc Albanell († 1530).
El 2008 s'hi inaugurà un monument dedicat a Jacint Verdaguer, en commemoració del 175è aniversari de l'inici de la Renaixença catalana. És una escultura de bronze, obra de Joan Ferrés, que representa el poeta assegut, d'esquena al Canigó i en actitud d'escriure, col·locada a l'esplanada de davant del santuari, al N. Aquest monument s'afegeix a un monòlit commemoratiu del centenari de Canigó instal·lat el 1986.

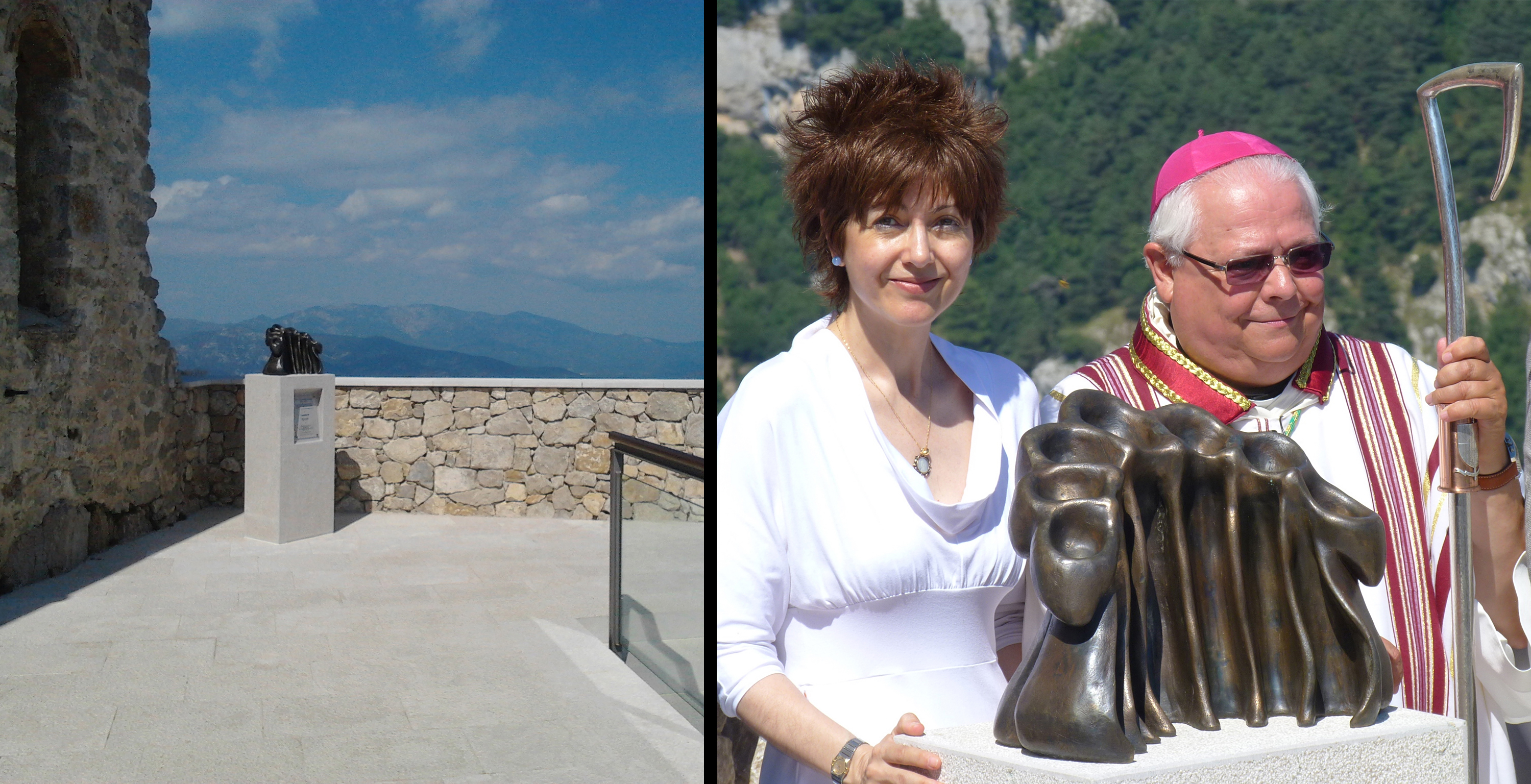
El monument commemoratiu del VII centenari, "7 monjos", està situat a l'entrada i dona la benvinguda als visitants. A la dreta, el bisbe Francesc Pardo el dia de la inauguració, amb l'autora.

Posteriorment, tal com s'explica en la cronologia i en el capítol "Història" al seu web oficial, el 2011 es complia el VII centenari  de la construcció del Santuari de la Mare de Déu del Mont dalt del cim. Per tal motiu, amb l'impuls del Rector custodi, Mn. Enric Sala, aquell estiu s'inaugurava el grup escultòric 7 monjos, obra de l'artista garrotxina Duaita Prats (Tau), en homenatge als 700 anys d'existència del recinte i als qui havien estat els seus fundadors.
L'escultura, feta en bronze sobre peanya de pedra, està instal·lada al repla superior de la façana de sol ixent i dona la benvinguda als visitants. Representa els set monjos que van ser els darrers habitants del Monestir de sant Llorenç de Sous, el 1332, abans de l'ensulsiament de la nau de l'església a causa dels terratrèmols dels anys 1427-1428. L'obra va ser beneïda pel bisbe Francesc Pardo enmig de nombrosos fidels que van compartir la celebració, i simbolitza, en si mateixa, els valors del Santuari: peregrinació, acolliment, pervivència, unió, tradició i modernitat.

### Pintura
Arran de la supressió del monestir de Sant Llorenç del Mont, es traslladà el retaule renaixentista de la Mare de Déu, obra de Pere Mates, a l'església del santuari. Hi fou destruït durant el saqueig que hi efectuaren els anarquistes el 1936 i només se'n conserven descripcions antigues.

## Llegendari
La principal tradició del santuari és la referent a la troballa de la Mare de Déu. Segons aquesta tradició, un pastor que conduïa un ramat de bous per la muntanya a fixar-se que un dels seus animals tossava amb insistència en un indret concret. Encuriosit, hi va retirar unes pedres i va descobrir una cova on hi havia una Mare de Déu, que seria traslladada al monestir i més tard al novell santuari.
Verdaguer va transmetre també una llegenda sobre la fundació del santuari de la Mare de Déu del Mont. Conta que l'abat de Sant Llorenç del Mont va rebre instruccions en somnis per a la construcció d'un santuari per a la imatge, ja tan venerada al monestir, en una altura. Va decidir construir-lo al pla de Solls, entre el monestir i l'actual santuari, però l'endemà del primer dia de feina es van trobar les eines al cim de la muntanya. Els obrers van tornar a treballar al mateix lloc, i es va repetir el fet, fins que van abandonar el primer projecte i van construir el santuari allà on el volia la Mare de Déu.

## Projecció
Literatura:
- Goigs (des del segle xv).
- Les obres de Verdaguer ja esmentades.
- Francesc Xavier Godó, La Mare de Déu del Mont (1893), peça de teatre costumista.

Arts plàstiques:
- Dibuixos i esbossos de Joaquim Renart (1930).

Música:
- Goigs (des del segle xv).
- Francesc Civil i Castellví (1895-1990), La Mare de Déu del Mont, sardana i música per a piano a quatre mans.

Publicacions periòdiques:
- Santa Maria del Mont: publicació mensual, dirigida per Pere Vayreda i Olivas, butlletí del santuari publicat entre 1928 i 1930.